# Schyrjajewe
Schyrjajewe (ukrainisch Ширяєве; russisch Ширяево Schirjajewo) ist eine Siedlung städtischen Typs und bis Juli 2021 das administrative Zentrum des gleichnamigen Rajons in der ukrainischen Oblast Odessa mit etwa 6.800 Einwohnern (2013).

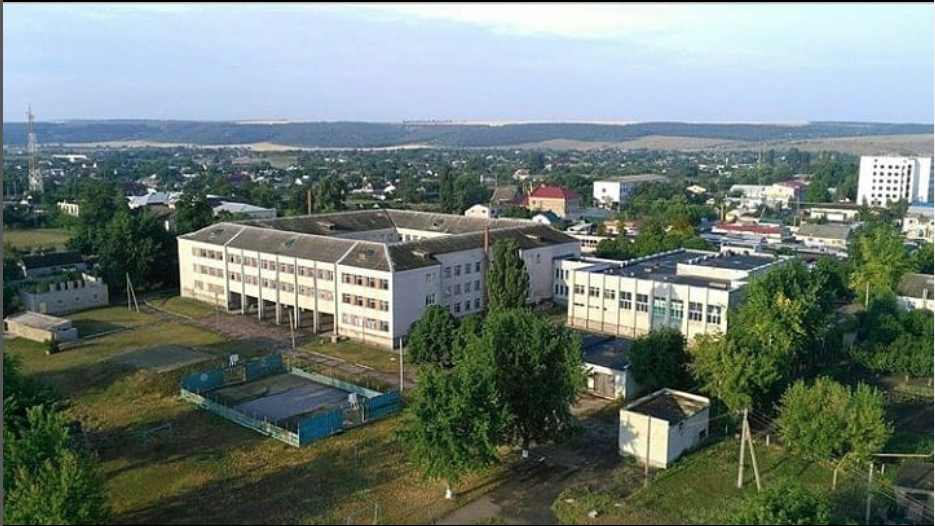
Blick auf den Ort

Die 1795 gegründete Ortschaft liegt am Welykyj Kujalnyk 125 km nördlich vom Oblastzentrum Odessa und besitzt seit 1965 den Status einer Siedlung städtischen Typs.

## Verwaltungsgliederung
Am 1. September 2016 wurde die Siedlung zum Zentrum der neugegründeten Siedlungsgemeinde Schyrjajewe (Ширяївська селищна громада/Schyrjajiwska selyschtschna hromada). Zu dieser zählten auch noch die 17 Dörfer Florynske (Флоринське), Hrebenjuky (Гребенюки), Hryhoriwka (Григорівка), Jarynoslawka, Kanzurowe (Канцурове), Makarowe, Marjaniwka, Nowohuljajiwka, Oleksandriwka (Олександрівка), Ossyniwka, Olexandro-Wowkowe, Sucha Schuriwka, Trudoljubiwka (Трудолюбівка) und Wynohradiwka, bis dahin bildete sie zusammen mit den Dörfern Jossypiwka, Odaji und Podilzi die gleichnamige Siedlungsratsgemeinde Schyrjajewe (Ширяївська селищна рада/Schyrjajiwska selyschtschna rada) im Zentrum des Rajons Schyrjajewe.
Am 12. Juni 2020 wurden die 6 Dörfer Florynske, Hrebenjuky, Hryhoriwka, Kanzurowe, Oleksandriwka und Trudoljubiwka wieder ausgegliedert und der Landgemeinde Dolynske im Rajon Podilsk angeschlossen.
Seit dem 17. Juli 2020 ist sie ein Teil des Rajons Beresiwka.
Folgende Orte sind neben dem Hauptort Schyrjajewe Teil der Gemeinde:
| Name                     | Name               | Name                                   |
| ukrainisch transkribiert | ukrainisch         | russisch                               |
| ------------------------ | ------------------ | -------------------------------------- |
| Jarynoslawka             | Яринославка        | Яринославка (Jarinoslawka)             |
| Jossypiwka               | Йосипівка          | Йосиповка (Jossipowka)                 |
| Makarowe                 | Макарове           | Макарово (Makarowo)                    |
| Marjaniwka               | Мар'янівка         | Марьяновка (Marjanowka)                |
| Nowohuljajiwka           | Новогуляївка       | Новогуляевка (Nowoguljajewka)          |
| Odaji                    | Одаї               | Одаи (Odai)                            |
| Olexandro-Wowkowe        | Олександро-Вовкове | Александро-Волково (Alexandro-Wolkowo) |
| Ossyniwka                | Осинівка           | Осиновка (Ossinowka)                   |
| Podilzi                  | Подільці           | Подольцы (Podolzy)                     |
| Sucha Schuriwka          | Суха Журівка       | Сухая Журовка (Suchaja Schurowka)      |
| Wynohradiwka             | Виноградівка       | Виноградовка (Winogradowka)            |